# Sveriges Antidiskrimineringsbyråer
Sveriges antidiskrimineringsbyråer (SADB) var en riksorganisation för de runt 15-16 antidiskrimineringsbyråer som finns i Sverige. Byråerna uppbär årligen ekonomiskt verksamhetsstöd från MUCF, Myndigheten för ungdoms- och civilsamhällesfrågor. Byråernas uppdrag är, enligt en förordning (2002:989) om statligt stöd som förebygger och motverkar diskriminering, att ge kostnadsfri rådgivning till enskilda personer om diskriminering samt att utbilda, informera och opinionsbilda om diskriminering.
Byråerna är spridda geografiskt över Sverige. De drivs av olika idéburna organisationer och är religiöst- och partipolitiskt obundna. De arbetar utifrån samtliga diskrimineringsgrunder och samarbetar med Diskrimineringsombudsmannen, DO. Byråerna har inte någon riksorganisation utan organiserar sig istället i nätverk och arbetsgrupper.

## Verksamhet

### Statsbidrag
Byråerna får statsbidrag ifrån Myndigheten för ungdoms- och civilsamhällesfrågor (MUCF), se tabell nedan. År 2008 och 2009 var MUCF anslag som högst, 14 miljoner SEK årligen. År 2014 övergick MUCF till att ge ett schablonbelopp i bidrag till respektive byrå.

### Ledarskap
- Zakarias Zouhir styrelseledamot 2016[4]-2017, samtidigt även ordförande i Afrosvenskarnas riksförbund[5]